# If もしも....
『If もしも....』（If....）は、リンゼイ・アンダーソン監督による1968年製作のイギリス、アメリカ合衆国の映画。
監督生による体罰、下級生の酷使、同性愛、いじめなど、イギリスのパブリックスクールの実態を過激な妄想とブラックユーモアを交えながら描き、賛否両論を巻き起こした。
第22回カンヌ国際映画祭グランプリ受賞作。
題名の「もしも」のあとにはピリオドを4つ打つのが正しい。ピリオド3つや三点リーダーを打つと誤記となる。

## あらすじ
規則の厳しい、伝統のあるパブリックスクールに通うミックとジョニー、ウォレスは、学校の中でも反体制的な態度を取っていた。彼らは体罰をも含む圧政に対しついに開校五百年の記念日に武装蜂起する。

## キャスト
| 役名                 | 俳優                     | 日本語吹替                                                 |
| 役名                 | 俳優                     | 東京12ch版                                                 |
| -------------------- | ------------------------ | ---------------------------------------------------------- |
| ミック・トラヴィス   | マルコム・マクダウェル   | 富山敬                                                     |
| ウォレス             | リチャード・ワーウィック | 安原義人                                                   |
| ジョニー・ナイトレイ | デヴィッド・ウッド       | 森功至                                                     |
| ボビー・フィリップ   | ルパート・ウェブスター   | 山賀裕二                                                   |
| ラウントリー         | ロバート・スワン         | 青野武                                                     |
| デンソン             | ヒュー・トーマス         | 納谷六朗                                                   |
| 少女                 | クリスティーン・ヌーナン | 芝夏美                                                     |
| 不明 その他          |                          | 野島昭生 井口成人 村松康雄 国坂伸 宮内幸平 嶋俊介 北川国彦 |
|                      |                          |                                                            |
| 演出                 | 演出                     | 福永莞爾                                                   |
| 翻訳                 | 翻訳                     | 原田たけみ                                                 |
| 効果                 | 効果                     | TFC                                                        |
| 調整                 | 調整                     | 栗林秀年                                                   |
| 制作                 | 制作                     | 東北新社                                                   |
| 解説                 | 解説                     | 南俊子                                                     |
| 初回放送             | 初回放送                 | 1974年8月22日 『木曜洋画劇場』                             |